# Echinosteliales
Az Echinosteliales az Amoebozoa Myxogastria csoportjának rendje. Két alárendelt csoportja a Clastodermataceae és az Echinosteliaceae volt, azonban Leontyev et al. előbbit a Clastodermatalesbe sorolja, mivel egymásnak e két csoport nem rokona, így az Echinosteliales monotipikus, mert egyetlen családja a szintén monotipikus Echinosteliaceae, melynek típusnemzetsége az Echinostelium. Ennek 5 élő faja ismert, ezek az Echinostelium minutum, az Echinostelium corynophorum, az Echinostelium coelocephalum, az Echinostelium bisporum és az Echinostelium arboreum. Emellett része még a Barbeyella és a Semimorula is, ezek az Echinosteliumon belül ágaznak el.
Kultúrában 2018-ig nem volt megtalálható.

## Történet
A Myxogastria hagyományos osztályozásában szereplő 5 rend egyike.
Az Echinostelialest George Willard Martin írta le és közölte 1961-ben, ide sorolva a Barbeyella és Clastoderma nemzetségeket, de már Massee 1892-es, Macbride 1922-es és Jahn 1928-as tanulmányai is több jellemző alapján különítettek el 4–5 rendet a Myxogastriában. 2 családot sorolt ide, ezek az Echinosteliaceae és a Clastodermataceae.
2008-ban Everhart et al. az Echinostelialest a nyálkagombák közt az r-szelekció legjobb példájának nevezték tönkje, kis termőteste, gyors sporulációja, általában ideiglenes perídiuma miatt, melyek lehetővé teszik a gyors spóraterjesztést.
2019-ben Leontyev et al. a két családot önálló rendekbe sorolta, mivel az eredeti leírás szerinti rend parafiletikusnak bizonyult. Az Echinostelialest bazális csoportként sorolta be, melynek testvércsoportja tagjai a Clastodermatales, a Meridermatales, a Stemonitidales sensu Leontyev et al. 2019 és a Physarales, ezek közül a Clastodermatalesnek zoológiai nevezéktan szerinti nevet is adtak (Clastodermatida). Ugyanez évben Adl et al. a Columellidia nemzetségeként helyezte el az Echinosteliumot, ezen belüli helyzetét Rikkinen et al. bazálisnak tekintette.
Scsepin et al. 2019-es filogenetikai eredményei alapján az Echinosteliales nem tartalmazhatja a Clastodermát, mivel az a Stemonitales és a Physarales együttese testvércsoportja, míg az Echinostelium, a Barbeyella és a Semimorula a kettő együtteséé, és vagy a Barbeyella és a Semimorula az Echinostelium, vagy az Echinostelium egy-egy faja a Barbeyella és a Semimorula nemzetségekbe sorolandó, mivel az Echinostelium is parafiletikus; továbbá az Echinosteliales nem a legbazálisabb csoportokat tartalmazza, mivel az azon kívüli Echinosteliopsis a sötét spórájú klád bazálisabb tagja.:503, 2. ábra

## Morfológia
Nem meszesül, plazmódiuma protoplazmódium, kapillítiuma nincs vagy redukált, sima, termőteste szubhipotallikus és pleziomorf tönkkel rendelkezik, kivéve a nem tönkképző Semimorula liquescenst.:505 – a többi termőtestváltozat, például az etálium vagy a szesszilis termőtest levezetett. Fajai kicsik, kis (általában <0,3 mm) spóratartó gömbjüket érzékeny tönk tartja.
Perídiuma időszakos.

### Spóra
Bár a Columellidia (sötét spórájú főrend) tagja, az Echinostelium nemzetség spórái nem sötétek, hanem többnyire színtelenek vagy kevéssé színezettek, sporangiumai pedig fehérek, sárgák, rózsaszínek vagy világosbarnák; de általában van – gyakran rövid – columellájuk.
A Barbeyella az Echinosteliales egyetlen sötét spórával rendelkező nemzetsége. Morfológiai és molekuláris vizsgálatok alapján egyaránt a hozzá legközelebbi Echinostelium-faj az E. arboreum, mellyel közös jellemzői a perídium lemezei, ezek a kapillítium fonalainak perifériás végeinek tölcsérszerű bemélyedéseiből származnak.
Az Echinostelium minutum szinaptonéma-komplexei a kétfázisú nukleóluszhoz közel vannak, ezt Haskins, Hinchee és Cloney figyelték meg 1971-ben, és állatokon, gombákon és növényeken kívül az első ismert ilyen komplexelrendezés volt.:903

## Életciklus
Sporokarpikus. Spórái általában gyengén színezettek, kivéve a Barbeyellát, melynek spórái sötétek. Sporokarpiuma alapja sötét, többi része a spórához hasonló színű.
Egyes fajai életciklusa nem rendelkezik a Myxogastriára jellemző szakaszok mindegyikével: az Echinostelium bisporum például plazmódiummal nem rendelkezik; ezzel szemben vannak teljes életciklusú fajai is, például az E. minutum, ezek plazmódiuma protoplazmódium, mely nem alkot érszerű fonalakat visszafordítható sejtplazmaáramlással, és egy kis termőtestet ad.
Az Echinostelium a nagyobb fajoknál gyorsabban növekvő, r-szelektált csoport. Ideiglenes perídiuma gyors spóraterjesztést tesz lehetővé, melyekből többet is termel, emellett sporulációja is gyorsabb.
Az Echinostelium minutum amőba- és protoplazmódium-cisztát is képezhet. Közös jellemzőjük az egy fonálrétegű gyűrődött cisztafal, és a cisztából kilépve mindkét fal teljesen feloldódik.

## Élőhely
Általában élő fák kérgén él.

## Genetika
Fiore-Donno et al. az EF1α és SSU rRNS elemzése alapján a Protostelia rokonának tekintették.

## Filogenetika
Legalább 2 különböző elképzelés van a Myxogastria evolúciójáról, melyek nagyrészt az Echinosteliales kis, egyszerű morfológiáján alapulnak – számos szerző ősinek, míg Collins 1979-ben levezetettnek tekintette, aki szerint a Myxogastria a Physarumhoz hasonló ősökből alakult ki, az Echinostelium minutumhoz hasonló kis formákat levezetettnek, egyszerűsödöttnek és specializáltnak tekintette, melyekből végül a Protostelia további egyszerűsödéssel alakult ki.
Bár Ross 1973-as tanulmánya a Stemonitales Echinostelialesnél is bazálisabb helyzetét feltételezte, Fiore-Donno et al. 2005-ben kimutatta, hogy EF1α alapján a Stemonitales a Physarales testvércsoportja, e kettő közös csoportjának (sötét spórájú klád) testvércsoportja a világos spórájú klád (Liceales, Trichiales), az Echinosteliales egyetlen nemzetsége, az Echinostelium pedig alacsony legmagasabb valószínűséggel parafiletikus, mivel az Echinostelium arboreum a sötét, a világos spórájú klád, az Echinostelium coelocephalum és az E. minutum közös csoportja testvérfaja a legnagyobb valószínűséggel.:5. ábra Ezzel szemben SSU rDNS alapján az Echinosteliales (így az Echinostelium) monofiletikus, testvércsoportja pedig a Trichiales és a sötét spórájú klád.:6. ábra A két gén együttes eredménye alapján az Echinosteliales mellett a sötét és világos spórájú csoport is klád.:7. ábra